# レギュレータ (ダイビング)

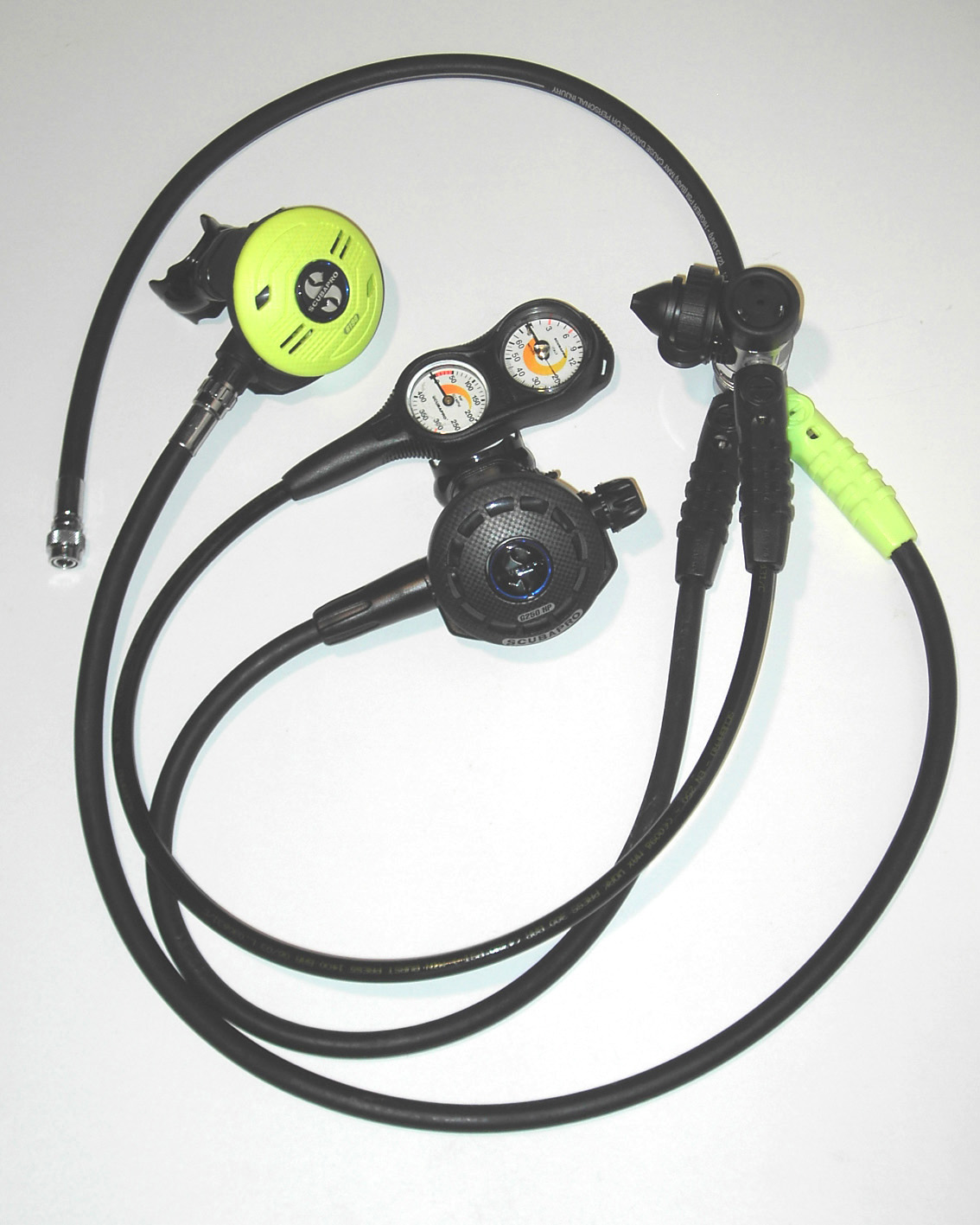
レギュレータ一式。向かって右がボンベや送気式潜水のホースと接続する部分であるファーストステージ。中央にある空気の吸い口はセカンドステージ。セカンドステージと同じ形で黄色く着色されているものはオクトパスと呼ばれ、緊急時に他者へ空気を分け与えるための予備用。メーターには残圧計や水圧計、まれにコンパスなどが付く。左上に伸びたホースの先端はダイバーが身に着けた浮力調整装置に接続される。

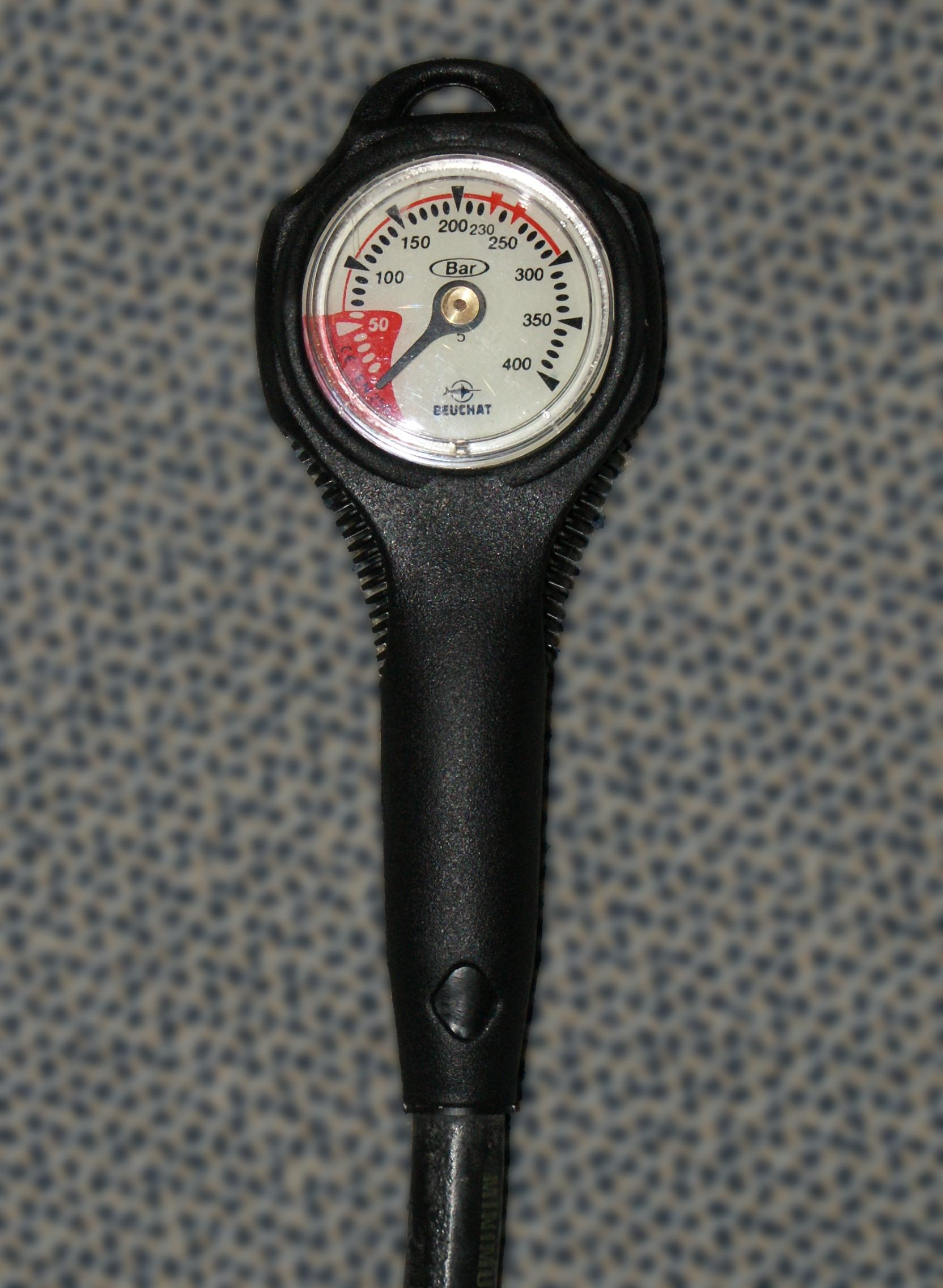
残圧計

レギュレータ（Regulator）はダイビング器材の一つである。

## 概要
元はヘルメット潜水器から始まった。第二次世界大戦期の1943年にフランスの海洋学者ジャック＝イヴ・クストーとのガスメーカー「エア・リキード社」の技師エミール・ガニヤンの共同で開発した。商品名は「CG43」だった。
1951年にアクララングの製造会社「ラ・スピロテクニックス社」が設立。ファーストステージからホースが2つ出てくる「ダブルホース」タイプで製品名は「アクアマスター」だった。
1948年にオーストラリアでシングルホースのレギュレータが開発される。
1956年にU.S.ダイバーズなどダイビングメーカーを開発。
1957年にアクアマティック社からシングルホースタイプが登場。
1972年に軽量化され、アリーゼを発売。
1980年代に、予備呼吸器のオクトパスが必需品となり、安全性を高めていく。そして軽量と小型化時代が到来する。
1984年にラ・スピロが初の合成型一体樹脂製「レギュレータXL」の製造を開始。カラフルなものがどんどんと増えた。
2000年代になった呼吸抵抗や口への負担をいかに減らすかに重点を置く開発がすすめられている。